# Ptychadena pujoli
Ptychadena pujoli es una especie  de anfibios de la familia Ranidae.

## Distribución geográfica
Se encuentra en Costa de Marfil, Guinea, Liberia y Sierra Leona.  